# طشانة

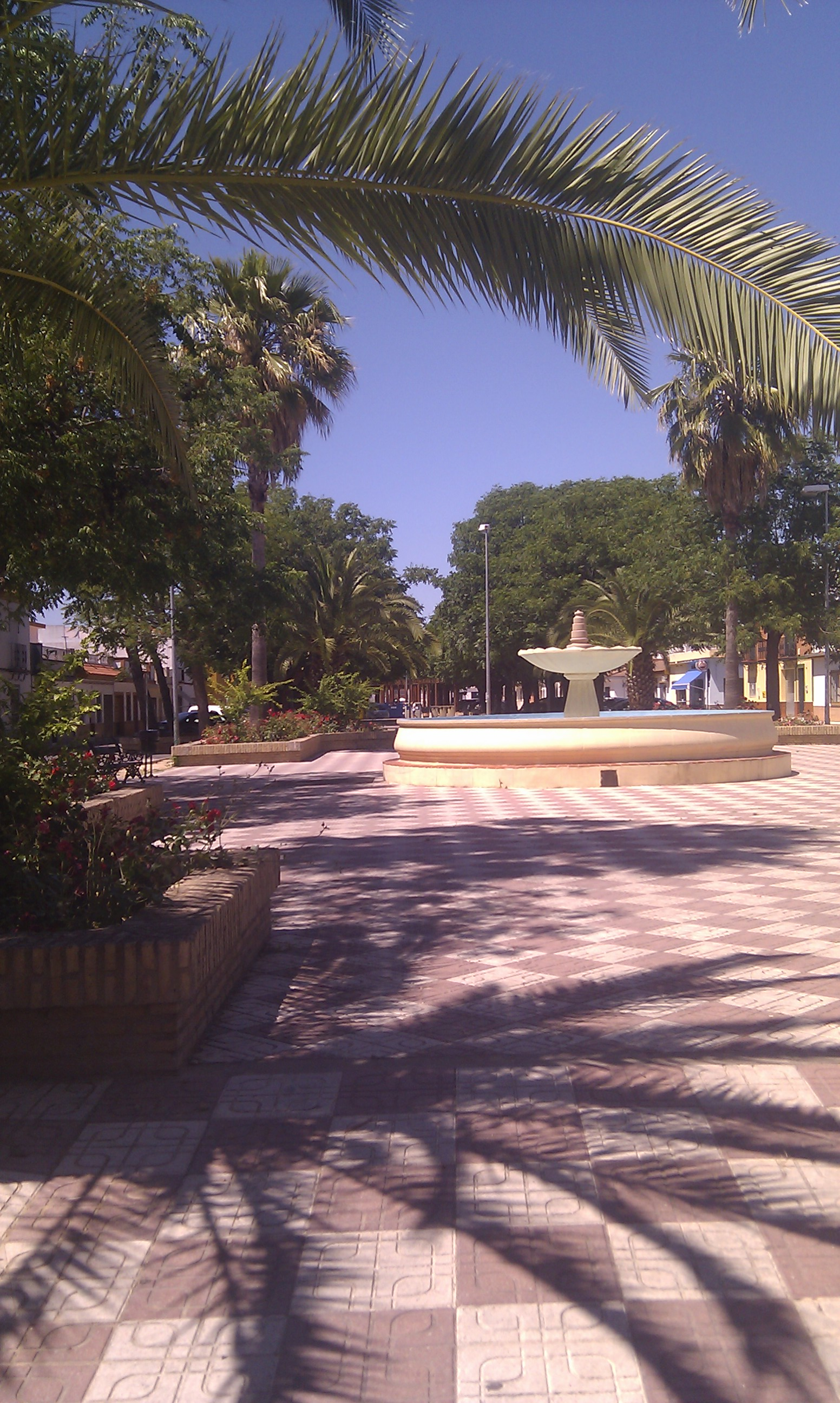
ساحة معروفة في شارع صوفية، طُشانة

طُشَانة أو طُسانة هي مدينة تقع في مقاطعة إشبيلية بإسبانيا. وفقًا لتعداد 2005 (INE) يبلغ عدد سكان المدينة 9114 نسمة.
طُشانة هي مدينة توأم مع زيتون في مالِطَة.